# Dépendance verte

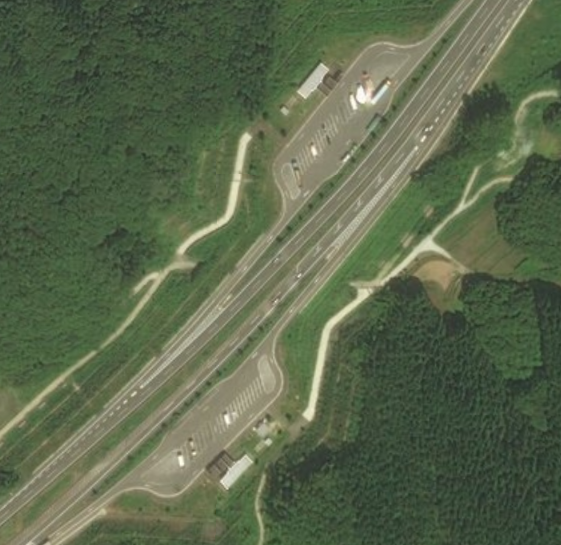
Les dépendances vertes assurent de nombreuses fonctions.

Une dépendance verte est une dépendance routière végétalisée. Les dépendances vertes se divisent en deux catégories ; celles directement associées au fonctionnement de la route (accotements, fossés, terre-plein central, etc.) et celles qui l'accompagnent (talus, circulations douces, délaissés). Elles assurent des fonctions techniques (limitation de l'érosion du talus, filtration des polluants, épuration des eaux de ruissellement par les fossés enherbés), routières (amélioration de la lisibilité du tracé, participation à la sécurité routière, protection contre le vent), paysagères (embellissement du paysage, écran visuel), écologiques (habitat et refuge de la faune et la flore menacées par les techniques de culture intensive et par l'avancée des zones urbanisées, corridor biologique assurant la connectivité écologique entre plusieurs habitats fragmentés).

## Historique
À l'origine, les routes ne constituaient que de simples « griffures » du milieu naturel, tributaires du relief, du sol, des eaux… Au cours des siècles, elles s'affranchissent de leur environnement originel. « Un degré croissant d'artificialisation des marges induit un relief de plus en plus atténué, des apports de matériaux extérieurs, une végétalisation artificielle et l'emploi récurrent d'herbicides. Dans la seconde moitié du XXe siècle, cette artificialisation poussée a pour conséquences une perte importante de biodiversité et une accentuation des phénomènes invasifs ».
C'est dans ce contexte que sont élaborés des guides pratiques d'entretien des dépendances vertes :
« Entretenir les dépendances vertes n'est pas soigner un défaut, c'est contrôler le développement de la végétation en évolution permanente. »

## Gestion des dépendances vertes
Les dépendances vertes constituent des zones d'habitat ou refuge pour de nombreuses espèces de plantes et d'animaux (insectes, mammifères, d'oiseaux) en milieu agricole intensif, elles sont un élément de corridor biologique (trame verte) et un réservoir de biodiversité pour des taxons de petites tailles. La réalisation d'une route et des dépendances vertes a sept effets directs et indirects, temporaires ou permanents, sur les écosystèmes terrestres et aquatiques : augmentation de la mortalité à la construction, augmentation de la mortalité des espèces animales par collision avec les véhicules, modification des comportements animaux, altération de l'environnement physique (compactage, température, humidité du sol, lumière, poussière, ruissellement), pollution routière par altération de l'environnement chimique (rejets de métaux lourds qui ont un impact sur plusieurs dizaines de mètres, rejet de produits de salage, de polluants organiques tels que les dioxines et les polychlorobiphényles), diffusion d'espèces exotiques et envahissantes (éliminant par compétition des espèces indigènes stressées), augmentation de l'altération et l'utilisation des habitats par l'Homme (effet anthropique tel que la fragmentation des écosystèmes).
Les bordures de routes et bermes peuvent présenter des milieux halophiles dues au salage des routes, conditions favorisant la dispersion des halophytes suivantes : Achillea crithmifolia (ca), Arabette des sables, Cochléaire du Danemark, Galium murale (en), Inule fétide, Népéta de Mussin (en), Plantain corne de cerf, Sauge fausse-verveine, Sporobole d'Inde et Sporobole engainé (en) le long des autoroutes,. Elles favorisent également la formation de plantes rudérales, : friches pluriannuelles à hautes herbes qui donnent les associations à Daucus carota et Picris hieracioides sur sols neutres à basiques, Echium vulgare, Verbascum sp. et Oenothera sp. sur sols sableux, les prairies subrudérales et nitrophiles (Agropyretea pungentis).
Les bordures de champs (talus, bandes enherbées avec ou sans haies) sont des milieux complémentaires des dépendances vertes, les bordures à l'interface champ/route étant plus riches en termes de diversité spécifique que les bordures champ/chemin en raison du pouvoir de dispersion supérieur des routes et de l'impact des pratiques agricoles (passages fréquents d'engins agricoles, utilisation de fertilisants et d'herbicides qui ont pour conséquence une homogénéisation des milieux en excluant des espèces peu compétitives, prairiales ou forestières et en favorisant le développement d'adventices annuelles et nitrophiles, …). Elles revêtent également des enjeux écologiques, les pratiques agricoles devant veiller à la cohérence dans la gestion de ces milieux,.
C'est dans ce contexte que l'entretien des dépendances vertes peut aujourd'hui donner lieu à des fauchages raisonnés.